# Sacramento Kings 1990-1991
La stagione 1990-91 dei Sacramento Kings fu la 42ª nella NBA per la franchigia.
I Sacramento Kings arrivarono settimi nella Pacific Division della Western Conference con un record di 25-57, non qualificandosi per i play-off.

## Roster
| N° | Naz.                   | Ruolo | Sportivo          | Anno | Alt. | Peso |
| -- | ---------------------- | ----- | ----------------- | ---- | ---- | ---- |
|    | Stati Uniti (bandiera) | G     | Leon Wood         | 1962 | 191  | 84   |
| 1  | Stati Uniti (bandiera) | G     | Travis Mays       | 1968 | 188  | 86   |
| 2  | Stati Uniti (bandiera) | G     | Rory Sparrow      | 1958 | 188  | 79   |
| 4  | Stati Uniti (bandiera) | A     | Rick Calloway     | 1966 | 198  | 82   |
| 20 | Stati Uniti (bandiera) | G     | Bob Hansen        | 1961 | 198  | 86   |
| 21 | Stati Uniti (bandiera) | G     | Steve Colter      | 1962 | 191  | 75   |
| 22 | Stati Uniti (bandiera) | A     | Lionel Simmons    | 1968 | 201  | 95   |
| 23 | Stati Uniti (bandiera) | AC    | Wayman Tisdale    | 1964 | 206  | 109  |
| 24 | Stati Uniti (bandiera) | A     | Anthony Bonner    | 1968 | 203  | 98   |
| 31 | Stati Uniti (bandiera) | C     | Duane Causwell    | 1968 | 213  | 109  |
| 32 | Stati Uniti (bandiera) | A     | Tony Dawson       | 1967 | 201  | 98   |
| 32 | Stati Uniti (bandiera) | A     | Mike Higgins      | 1967 | 206  | 100  |
| 33 | Stati Uniti (bandiera) | G     | Jim Les           | 1963 | 180  | 75   |
| 34 | Canada (bandiera)      | C     | Bill Wennington   | 1963 | 213  | 111  |
| 35 | Stati Uniti (bandiera) | AC    | Antoine Carr      | 1961 | 206  | 102  |
| 41 | Stati Uniti (bandiera) | A     | Anthony Frederick | 1964 | 201  | 93   |
| 45 | Stati Uniti (bandiera) | AC    | Eric Leckner      | 1966 | 211  | 120  |
| 50 | Stati Uniti (bandiera) | AC    | Ralph Sampson     | 1964 | 224  | 103  |

## Staff tecnico
- Allenatore: Dick Motta
- Vice-allenatori: Bill Berry, Rex Hughes
- Preparatore atletico: Bill Jones